# Witthohstraße mit angrenzenden Wiesen
Die Witthohstraße mit angrenzenden Wiesen ist ein vom Landratsamt Tuttlingen am 11. Januar 1944 durch Verordnung ausgewiesenes Landschaftsschutzgebiet auf dem Gebiet der Stadt Tuttlingen.

## Lage
Das etwa 17,8 Hektar große Landschaftsschutzgebiet besteht aus zwei Teilgebieten. Das nördliche Teilgebiet liegt unmittelbar am Stadtrand von Tuttlingen zwischen Jetterstraße und Ludwig-Finckh-Weg. Das südliche Teilgebiet beginnt ebenfalls am Stadtrand von Tuttlingen und folgt der verlängerten Witthohstraße nach Südosten. Das Gebiet gehört zum Naturraum Baaralb und Oberes Donautal.

## Landschaftscharakter
Das nördliche Teilgebiet umfasst einen Grünlandschlag am Stadtrand von Tuttlingen. Der Nordrand sowie die östliche Hälfte des Teilgebiets zwischen Marienstraße und Ludwig-Finckh-Weg sind zwischenzeitlich bebaut. Das südliche Teilgebiet zieht sich als schmaler Streifen entlang der Witthohstraße, die von Baumreihen begleitet wird. Beidseits des Weges befinden sich einzelne Wiesen, die als Lichtungen in einem zusammenhängenden Waldgebiet liegen.